# Championnat du Gabon de football de division 2
 (novembre 2015).
Si vous disposez d'ouvrages ou d'articles de référence ou si vous connaissez des sites web de qualité traitant du thème abordé ici, merci de compléter l'article en donnant les références utiles à sa vérifiabilité et en les liant à la section « Notes et références ».
Pour les articles homonymes, voir D2 et L2.
Le Championnat du Gabon de football de division 2, couramment appelé National Foot 2 ou plus simplement D2, est la deuxième division du championnat de football professionnel au Gabon. Cette compétition constitue l'antichambre du National Foot 1. 